# Ton ter Neuzen

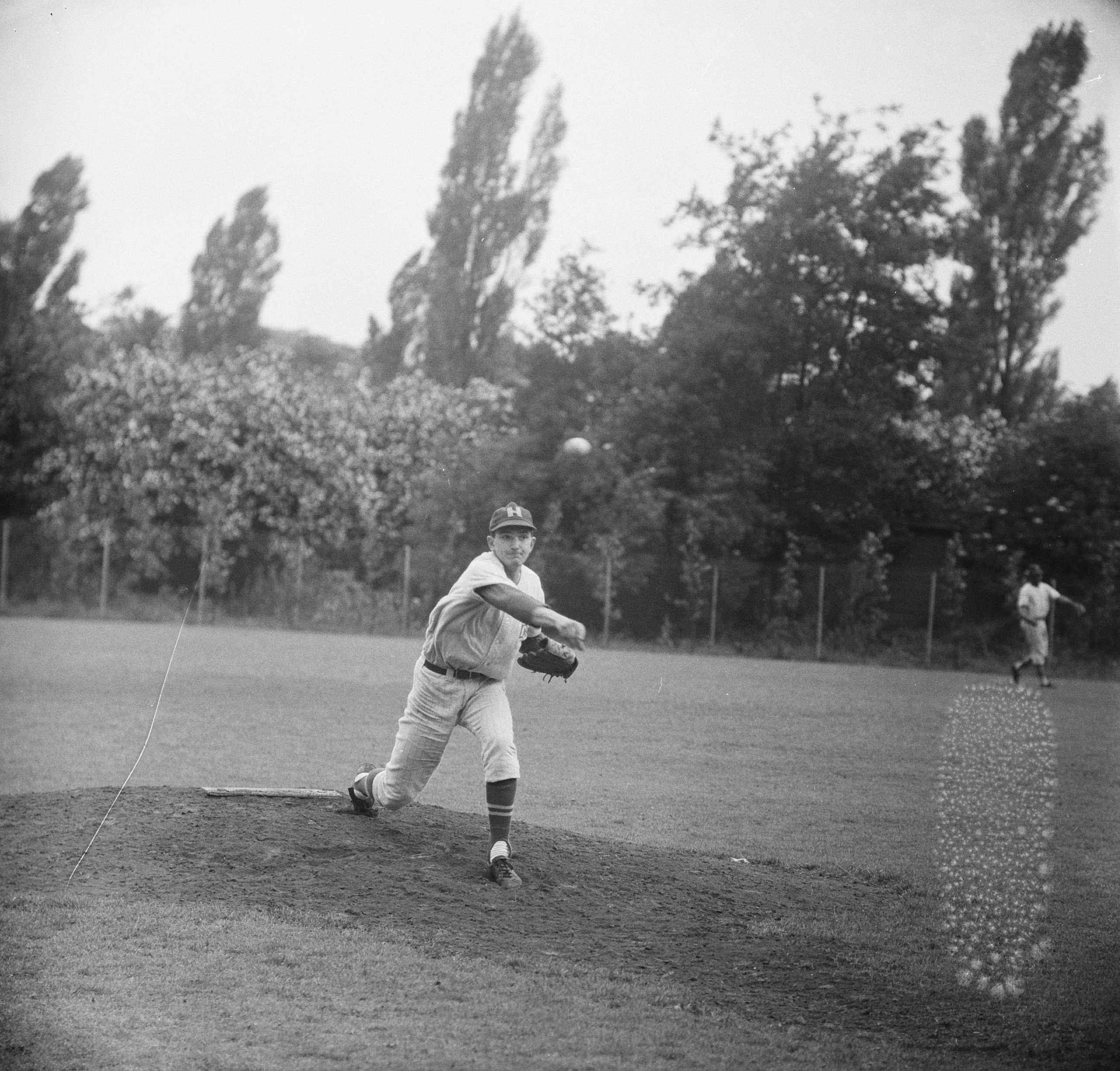
Ton ter Neuzen in 1965

Ton ter Neuzen is een voormalig Nederlands honkballer.
Ter Neuzen kwam jarenlang uit als rechtshandig werper in de hoofdklasse voor EDO en voor de Haarlem Nicols uit Haarlem in de jaren vijftig en zestig. Tevens speelde hij in het Nederlands honkbalteam.